# Hypsicera vudzia
Hypsicera vudzia är en stekelart som beskrevs av Ian D. Gauld och Sithole 2002. Hypsicera vudzia ingår i släktet Hypsicera och familjen brokparasitsteklar. Inga underarter finns listade i Catalogue of Life.